# John Diliberto
John Diliberto este un producător de radio, critic de muzică, și gazda emisiunii Echoes, o emisiune radio pe postul Public Radio International ce prezintă "forme sonore" ale muzicii ambient și downtempo.
John a crescut în Massachusetts, urmînd cursurile  Universității din Pennsylvania în Philadelphia, unde era DJ la postul public de radio al universității, WXPN.  În 1975-6, el a creat Star's End, o emisiune radio de muzică ambient ce încă mai este difuzată.